# Леонард Габріель Потій
Леонард Габрієль Потій (Поцей, пол. Leonard Gabriel Pociej; 6 листопада 1632 — 1 лютого 1695) — державний діяч Великого князівства Литовського Речі Посполитої обох народів, воєвода вітебський (у 1686–1695 рр.), староста рогачевський, суразький і жижморський.

## Життєпис
Представник шляхетського роду Потіїв  гербу «Вага». 6-й син берестейського земського писаря Петра Потія (†1647 р.) та його дружини Зофії Казановської (пом. після 1645 р.). Брати — Ян, Павло, Адам, Себастьян, Станіслав, Самуїл, Казимир, Петро, Теодор, Вацлав і Лев. Він є онуком митрополита Київського, Галицького і всієї Русі Іпатія Потія.
Мав посади:
- У 1662–1672 рр. — берестейського земського писаря,
- у 1672-1676 рр. — підсудка,
- у 1676–1686 рр. — земського судді.

Завдяки вдалому одруженню на представниці впливового роду Огінських він зміг отримати звання сенатора, отримавши
- у 1686 році посаду воєводи вітебського. Він був обраний на посла Сейму Великого князівства Литовського і депутата Трибуналу Великого князівства Литовського.
- У 1662 р. — Леонард Габріель Поцей почав власну військову кар'єру у литовському війську товаришем, пізніше він став поручиком п'ятигорської корогви, а потім гусарської корогви Марціана Олександра Огінського.

## Родина
У 1632 р. Леонард Габріель Поцей одружився з Регіною Огінською — дочкою тіуна трокського Самуїла Льва Огінського (†1657 р.), котра була вдовою після тіуна троцького Вальтера Корфа.
Їх діти:
- Людвик Констанцій Поцей (1664–1730 рр.), гетьман великий литовський;
- Казимир Олександр Поцей (1666–1728 рр.), воєвода вітебський.